# 排出ガス

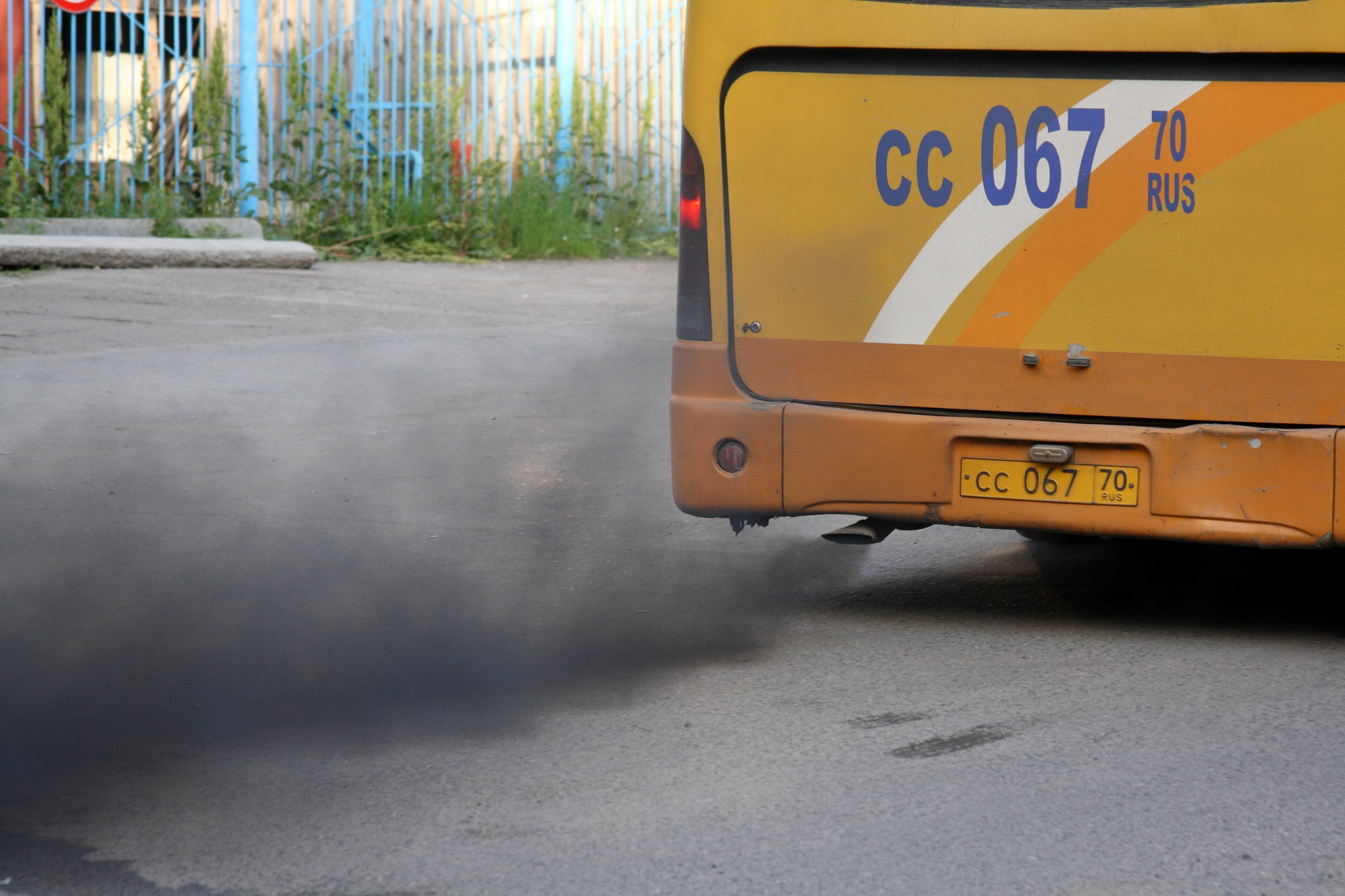
排気管から出る排気ガス

排出ガス（はいしゅつガス、英:emission gas）は、自動車や船舶などで使用される内燃機関や、航空機で使用されるガスタービン、焼却炉、火力発電所、工場などから排出されるガスの総称。自動車公害などでは、従来はしばしば排気系から排出される排気ガスと混用されてきたが、近年は区別される傾向がある。排ガスとも呼ばれる。
排出ガスおよびガス以外の発散物質（粒子状物質など）を併せて排出物質（emission matter）と総称することもある。いずれも大気汚染など公害の原因となるほか、温室効果ガスを含む。

## 自動車排出ガスの種類
日本産業規格（JIS D0108）では、自動車の排出ガスは次の三種類に分類されている。
- 排気ガス（exhaust gas）：エンジンでの燃焼後に、排気系（exhaust system；排気ポートや排気管）から排出されるガス。
- ブローバイガス（生ガス、blowby gas）：燃焼室からピストンリングを超え、最終的にはクランクケースから漏れ出る未燃焼の混合気体。
- 蒸発ガス（evaporative emission）：自動車が発生する燃料蒸発ガスや車体塗料の溶媒蒸気など蒸発物の総称。
  - 燃料蒸発ガス（fuel evaporative emission）：蒸発ガスのうち、燃料系（燃料タンクや気化器など）から燃料が蒸発するガス。ベーパー（Vaper）とも。炭化水素（HC）を非常に多く含むため、多くの国では大気放出が禁じられており、ベーパーコレクターやチャコールキャニスターなどの回収装置の車両への装備が義務付けられている。

排気ガスの成分は、エンジンにより様々である。ガソリンエンジンでは一酸化炭素（CO）、炭化水素（HC）、窒素酸化物（NOx）などが多いとされている。排気ガスおよび一緒に排出される粒子状物質（PM）などを併せて排気物質（exhaust emission）と呼ぶこともある。
ブローバイガスや燃料蒸発ガスは、成分の大部分は炭化水素であるが、燃料中の硫黄分が硫黄酸化物（SOx）として排出される。
排出ガス中には二酸化炭素（CO2）などの温室効果ガスが多量に含まれているため、地球温暖化の要因の一つともみなされている。

## 関連する規格
関連する日本産業規格はJIS検索から検索・閲覧ができる。
- JIS D0108 自動車排出物質の公害防止関連用語（廃止規格）
- JIS B0110 往復動内燃機関－特殊項目用語（廃止規格）

## 対策
上記のように、含有する有害物質については発生量抑制や大気放出前に回収・浄化するための規制や技術開発が行われている。排出ガス中の二酸化炭素、一酸化炭素、水素を嫌気性細菌を使ってバイオエタノール燃料に変えるプラントが実用化されている。